# R de l'Unicorn
R de l'Unicorn (R Monocerotis) és un estel en la constel·lació de l'Unicorn. S'hi troba aproximadament a 2.500 anys llum de distància del Sistema Solar.
R de l'Unicorn és un estel massiu situat en l'extrem sud de la nebulosa mixta d'emissió i reflexió NGC 2261, coneguda també com a «Nebulosa variable de Hubble». És una estrella T Tauri molt jove -en procés de formació- amb una edat que pot ser de només 300.000 anys. Està envoltada d'un disc de pols la grandària del qual és semblant al del Sistema Solar, amb una lluentor que canvia de forma irregular reflectint o tornant a radiar l'energia provinent de l'estel. Aquest anell toroidal que envolta l'estel provoca un flux bipolar asimètric del mateix tipus que l'observat en objectes Herbig-Haro. A més, R de l'Unicorn és un estel variable amb una lluentor que varia entre magnitud +11,00 i +13,80.
L'estel principal té una company més petit i invisible, probablement de la mateixa edat. La massa de l'estel principal pot estar entorn de 10 masses solars amb un radi el doble que el radi solar, mentre que la massa de l'estel secundari pot ser 1,5 vegades major que la del Sol. La distància entre ambdós és de 500 ua.